# Franche Valeine
La Franche Valeine (ou la Valeine ou encore la Franche Valonne) est un ruisseau français de Nouvelle-Aquitaine dans le département de la Corrèze, affluent de la Souvigne, et sous-affluent de la Dordogne.

## Géographie
La Franche Valeine prend sa source sur la commune de Sainte-Fortunade, un kilomètre au nord-ouest de Lagarde-Enval.
Elle rejoint la Souvigne en rive droite un kilomètre au sud de Forgès.

## À voir
- Les cascades de Murel sur la commune d’Albussac (site classé ZNIEFF[2])